# Eine lausige Hexe/Episodenliste
Diese Liste der Eine-lausige-Hexe-Episoden enthält alle Episoden der britischen Fernsehserie Eine lausige Hexe, sortiert nach der britischen Erstausstrahlung. Eine lausige Hexe umfasst 4 Staffeln mit 52 Episoden.

## 2. Staffel
| Nr. (ges.) | Nr. (St.) | Deutscher Titel          | Originaltitel                 | Erstausstrahlung UK | Deutschsprachige Erstausstrahlung (DE) |
| ---------- | --------- | ------------------------ | ----------------------------- | ------------------- | -------------------------------------- |
| 14         | 1         | Neue Besen – Alte Hüte   | Old Hats and New Brooms       | 4. Nov. 1999        | 17. Okt. 2000                          |
| 15         | 2         | Alarm                    | Alarms and Diversions         | 11. Nov. 1999       | 18. Okt. 2000                          |
| 16         | 3         | Frösche unerwünscht      | It’s a Frogs Life             | 18. Nov. 1999       | 19. Okt. 2000                          |
| 17         | 4         | Einladung zum Tee        | Crumpets for Tea              | 25. Nov. 1999       | 20. Okt. 2000                          |
| 18         | 5         | Die Inspektorin          | The Inspector Calls           | 2. Dez. 1999        | 23. Okt. 2000                          |
| 19         | 6         | Verkehrte Welt           | Animal Magic                  | 9. Dez. 1999        | 24. Okt. 2000                          |
| 20         | 7         | Ferien bei Algernon      | Carried Away                  | 16. Dez. 1999       | 25. Okt. 2000                          |
| 21         | 8         | Am reißenden Fluss       | The Dragon’s Hoard            | 23. Dez. 1999       | 26. Okt. 2000                          |
| 22         | 9         | Die Wunderlampe          | The Genius of the Lamp        | 6. Jan. 2000        | 27. Okt. 2000                          |
| 23         | 10        | Die Gründungstagsklausel | Up in the Air                 | 13. Jan. 2000       | 30. Okt. 2000                          |
| 24         | 11        | Das Basketballspiel      | Fair Is Foul & Fouls Are Fair | 20. Jan. 2000       | 31. Okt. 2000                          |
| 25         | 12        | Blütenstaubs Kürbis      | Green Fingers and Thumbs      | 27. Jan. 2000       | 1. Nov. 2000                           |
| 26         | 13        | Zauberkräfte             | The Millennium Bug            | 3. Feb. 2000        | 2. Nov. 2000                           |

## 3. Staffel
| Nr. (ges.) | Nr. (St.) | Deutscher Titel          | Originaltitel               | Erstausstrahlung UK | Deutschsprachige Erstausstrahlung (DE) |
| ---------- | --------- | ------------------------ | --------------------------- | ------------------- | -------------------------------------- |
| 27         | 1         | Der geheime Zirkel       | Secret Society              | 9. Nov. 2000        | 18. Dez. 2001                          |
| 28         | 2         | Das Praktikum            | An Unforgettable Experience | 16. Nov. 2000       | 19. Dez. 2001                          |
| 29         | 3         | Wer ist wer?             | Which Witch Is Which?       | 23. Nov. 2000       | 20. Dez. 2001                          |
| 30         | 4         | Das Radioquiz            | The Witchy Hour             | 30. Nov. 2000       | 21. Dez. 2001                          |
| 31         | 5         | Die Referendarin         | Learning the Hard Way       | 6. Dez. 2000        | 27. Dez. 2001                          |
| 32         | 6         | Ein haariges Projekt     | The Hair Witch Project      | 14. Dez. 2000       | 28. Dez. 2001                          |
| 33         | 7         | Eine alte Bekannte       | Just Like Clockwork         | 21. Dez. 2000       | 31. Dez. 2001                          |
| 33a        | 7a        | Cinderellas Stiefel      | Cinderella in Boots         | 24. Dez. 2000       | 24. Dez. 2001                          |
| 34         | 8         | Das Kunstprojekt         | Art Wars                    | 19. Jan. 2001       | 1. Jan. 2002                           |
| 35         | 9         | Die neue Frau Drill      | Power Drill                 | 22. Jan. 2001       | 2. Jan. 2002                           |
| 36         | 10        | Zauberer und Hexe        | Better Dead Than Co-Ed      | 23. Jan. 2001       | 3. Jan. 2002                           |
| 37         | 11        | Der verschwundene Akkord | The Lost Chord              | 24. Jan. 2001       | 4. Jan. 2002                           |
| 38         | 12        | Mitbestimmung            | The Unfairground            | 25. Jan. 2001       | 7. Jan. 2002                           |
| 39         | 13        | Die Ungebetene           | The Uninvited               | 26. Jan. 2001       | 8. Jan. 2002                           |

## 4. Staffel (Eine lausige Hexe in Cambridge)
| Nr. (ges.) | Nr. (St.) | Deutscher Titel            | Originaltitel         | Erstausstrahlung UK | Deutschsprachige Erstausstrahlung (DE) |
| ---------- | --------- | -------------------------- | --------------------- | ------------------- | -------------------------------------- |
| 40         | 1         | Willkommen auf Weirdsister | The All Seeing Eye    | 5. Nov. 2001        | 28. Apr. 2003                          |
| 41         | 2         | Freitags nie               | Never On Friday       | 12. Nov. 2001       | 29. Apr. 2003                          |
| 42         | 3         | Der Gargoyle               | The Gargoyle          | 19. Nov. 2001       | 30. Apr. 2003                          |
| 43         | 4         | Geldsorgen                 | The End of Misery’s   | 26. Nov. 2001       | 2. Mai 2003                            |
| 44         | 5         | Überlastet                 | All That Jazz         | 3. Dez. 2001        | 5. Mai 2003                            |
| 45         | 6         | Der Traumfänger            | Dreamcatcher          | 10. Dez. 2001       | 6. Mai 2003                            |
| 46         | 7         | Foster-freie Magie         | Dr. Foster, I Presume | 17. Dez. 2001       | 7. Mai 2003                            |
| 47         | 8         | Der siebte Sinn            | The Seventh Sense     | 28. Jan. 2002       | 8. Mai 2003                            |
| 48         | 9         | Der Goldene Hexenkessel    | The Golden Cauldron   | 4. Jan. 2002        | 9. Mai 2003                            |
| 49         | 10        | Gute Freunde               | Good Friends          | 5. Jan. 2002        | 12. Mai 2003                           |
| 50         | 11        | Shakys große Liebe         | Shaky Foundations     | 6. Jan. 2002        | 13. Mai 2003                           |
| 51         | 12        | Die Stimme                 | The Whisperer         | 7. Jan. 2002        | 14. Mai 2003                           |
| 52         | 13        | Das Tor der Macht          | The Gates of Power    | 8. Jan. 2002        | 15. Mai 2003                           |